# Người M'Nông
Người M'Nông theo cách gọi của Việt Nam và họ tự gọi dân tộc của họ là Bu-Nông. Theo phiên âm tiếng Khmer là Phnong Đơm nghĩa là Khmer cổ thời Phù Nam. Dân tộc M'nông (Bu-Nông) là tập hợp các nhóm người địa phương bao gồm: Bu-Đâng, Preh, Gar, Nông, Prâng, RLăm, Kuêñ, Čil Bu Nor, nhóm Bu-Nông Bu-Đâng, là sắc tộc cư trú ở trung phần Việt Nam và đông bắc Campuchia.
Vào thời kỳ Pháp thuộc, người Pháp gọi chung nhóm người thiểu số ở khu vực Tây Nguyên là người Thượng, dịch từ tiếng Pháp là "Montagnards", trong đó có bao gồm người Bu-Nông.
Ở Việt Nam M'Nông là một trong 54 dân tộc tại Việt Nam , có dân số theo điều tra năm 2019 là 127.334 người .
Tại Campuchia người M'Nông được xếp vào khối Khmer Lơ-Lục Chân Lạp hay Khmer vùng cao. Theo Joshua Project dân số người M'Nông năm 2019 là 46.000 người, và thuộc nhóm M'Nông Trung tâm (Central Mnong).
Người M'Nông nói tiếng M'Nông, một ngôn ngữ thuộc ngữ tộc Môn-Khmer của ngữ hệ Nam Á.

## Dân số và địa bàn cư trú

### Tại Việt Nam
Tại Việt Nam, người M'Nông là một dân tộc trong số 54 dân tộc tại Việt Nam. Địa bàn cư trú của người M'Nông bao gồm những phần đất thuộc các huyện miền núi tây nam tỉnh Đắk Lắk, Đắk Nông, Quảng Nam, Lâm Đồng và Bình Phước (chiếm trên 99,3%) của Việt Nam, nhưng tập trung đông nhất là tại các huyện của tỉnh Đắk Nông.
Dân số của người M'Nông theo điều tra dân số năm 1999 là 92.451 người.
Theo Tổng điều tra dân số và nhà ở năm 2019, người M’Nông ở Việt Nam có dân số 127.334 người, cư trú tại 51 trên tổng số 63 tỉnh, thành phố. Người M’Nông cư trú tập trung tại các tỉnh: 
- Đắk Nông (50.718 người, chiếm 39,3% tổng số người M’Nông tại Việt Nam),
- Đắk Lắk (48.505 người, chiếm 38,9% tổng số người M’Nông tại Việt Nam),
- Lâm Đồng (10.517 người),
- Bình Phước (10.879 người),
- Quảng Nam (4.934 người)[6].

### Tại Campuchia
Tại Campuchia, người M'Nông được gọi là Phong, Phnong, Bunong, Budong, Phanong. Người Phnong năm 2002 có khoảng 20.000 người theo SIL International,, năm 2008 có 37.500 người theo 2008 Cambodian census.. Họ chủ yếu sinh sống trong tỉnh Mondulkiri, giáp biên giới với các tỉnh Đắk Nông và Đắk Lắk của Việt Nam.

## Đặc điểm kinh tế

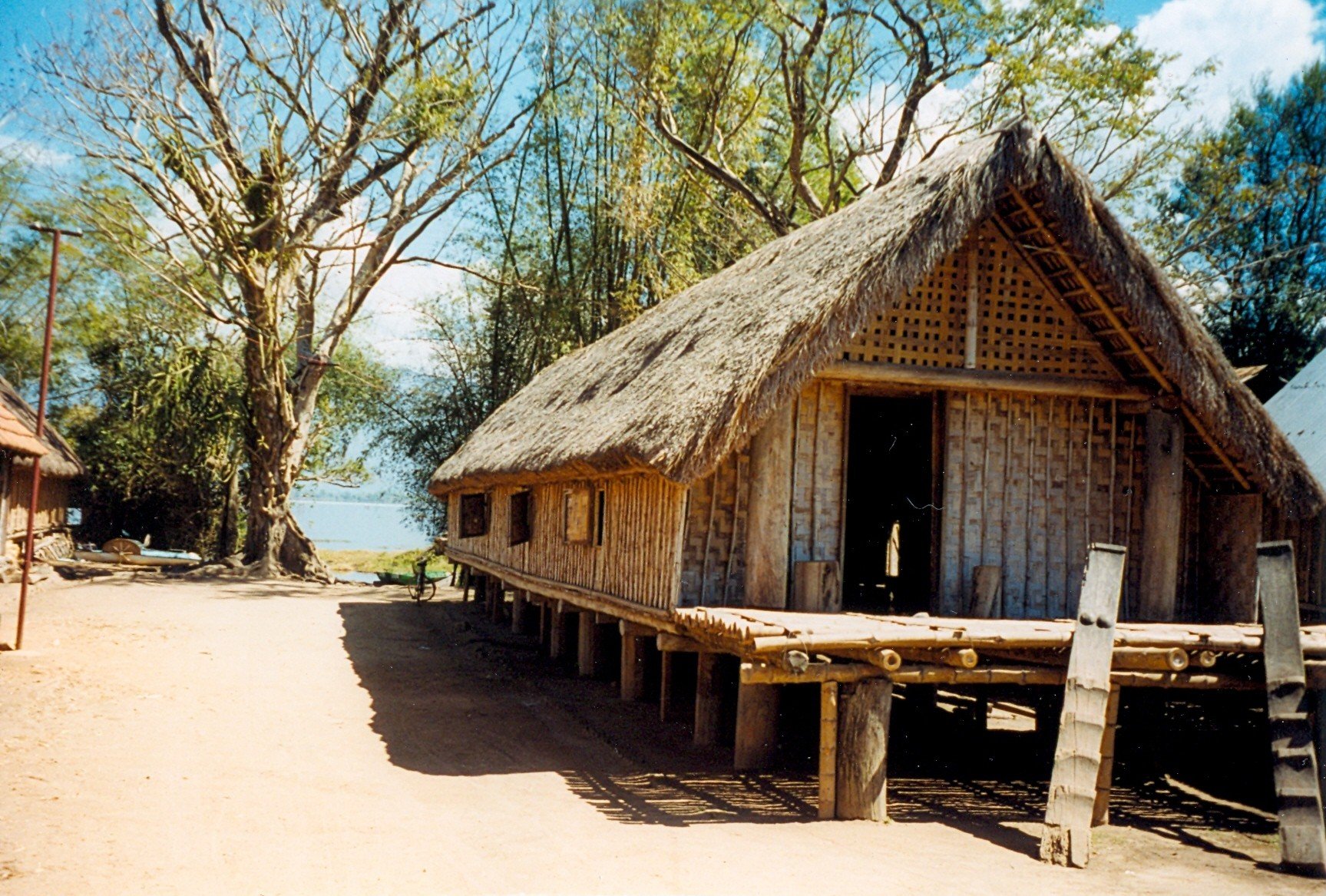
Nhà dài người M'Nông RLăm ảnh hưởng kiến trúc Eđê

Người Bu-Nông làm rẫy là chính, ruộng nước chỉ có ở vùng ven hồ, đầm, sông. Những con vật nuôi thông thường ở trong các gia đình là trâu, chó, dê, lợn, gà và một số nhà nuôi cả voi. Người Bu-Nông ở Bản Đôn có nghề săn voi và thuần dưỡng voi nổi tiếng. Nghề thủ công của người M'Nông có dệt vải sợi bông do phụ nữ đảm nhiệm và đan lát các dụng cụ như gùi, giỏ, mùng... do đàn ông làm.

## Tổ chức cộng đồng

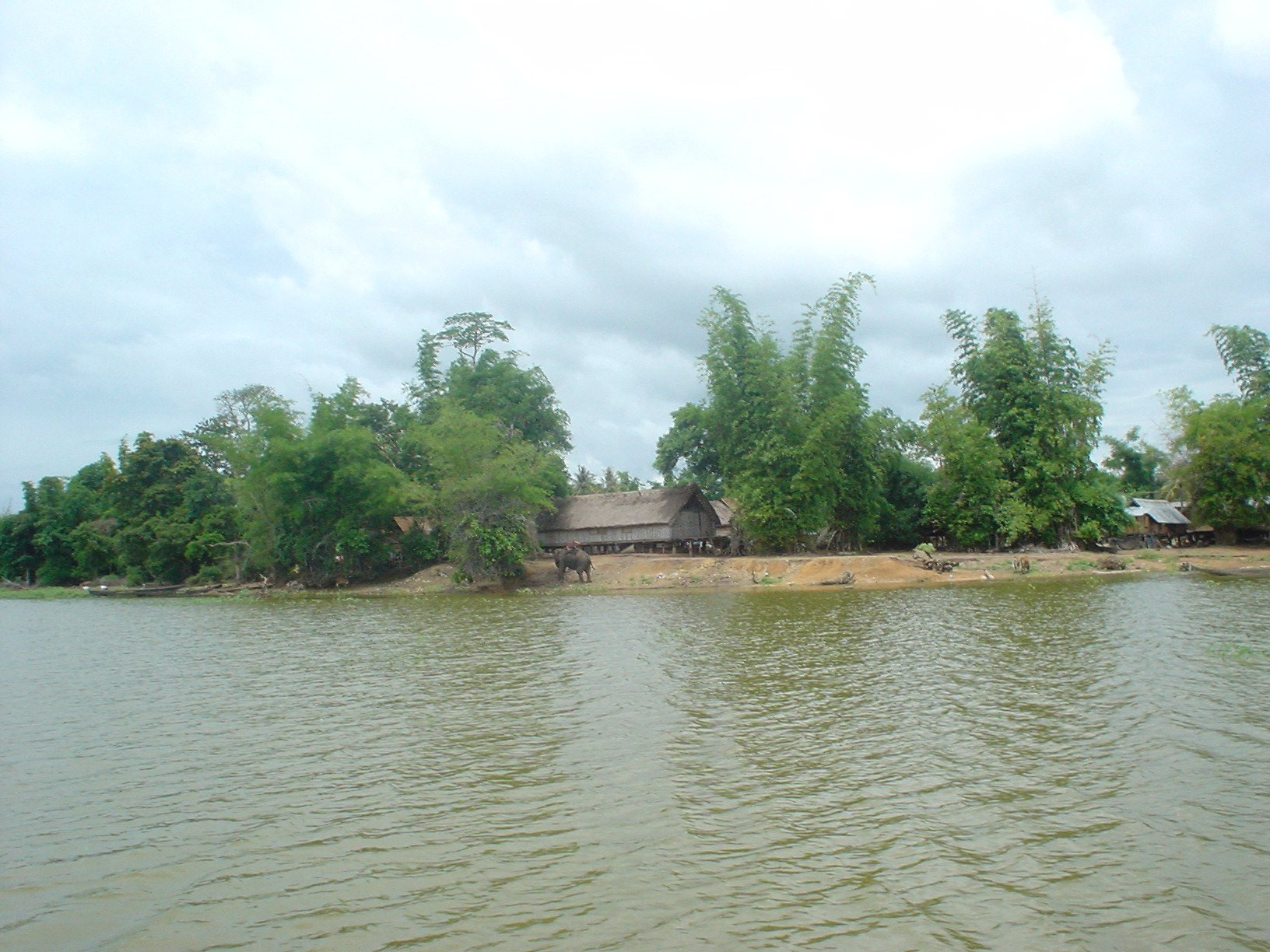
Một buôn làng của người M'Nông RLăm (buôn Jun) bên hồ Lăk

Mỗi làng thường có vài chục nóc nhà, ông trưởng làng đóng vai trò to lớn trong dân làng. Mọi người sống theo kinh nghiệm và tập tục truyền lại từ nhiều đời. Nam nữ, trẻ, già ai cũng thích rượu cần và thuốc lá cuốn.

## Hôn nhân gia đình
Người Bu-Nông theo chế độ mẫu hệ, con cái mang họ mẹ, trong gia đình người vợ giữ vị trí chính, nhưng người chồng không bị phân biệt đối xử, họ sống tôn trọng nhau. Cha mẹ về già thường ở với con gái út.
Theo nếp cũ, đến tuổi trưởng thành, người Bu-Nông phải cà răng mới được yêu đương lấy vợ lấy chồng. Phong tục cưới xin gồm 3 bước chính là dạm hỏi, lễ đính hôn, lễ cưới. Nhưng cũng có nơi đôi vợ chồng trẻ ở phía nào là tùy thỏa thuận giữa hai gia đình. Người Bu-Nông thích nhiều con, nhất là con gái. Phong tục cũ sinh con sau một năm mới đặt tên chính thức.

## Tục lệ ma chay
Trong tang lễ, người M'Nông có tập quán ca hát, gõ chiêng trống bên áo quan suốt ngày đêm. Sau khi hạ huyệt, họ dùng cây, que và lá cây trải kín miệng hố rồi mới lấp đất lên trên. Qua 7 ngày hoặc một tháng, gia chủ làm lễ đoạn tang.

## Các nhóm địa phương của người M'nông
Dân tộc M'nông (Bu-Nông) thuộc nhóm Indonesian. Có tầm vóc trung bình, nước da bánh mật, môi hơi dày, râu thưa, mắt nâu đen, tóc đen, thẳng. Một số nhóm địa phương khác có tóc xoăn.
Ngôn ngữ Bu-Nông thuộc ngữ tộc Môn-Khmer miền núi phía Nam. Trong vốn từ vựng M'nông bộc lộ rõ sự ảnh hưởng của tiếng Chăm, qua ngôn ngữ Ê Đê và Gia Rai, là những ngôn ngữ thuộc nhóm Malay-Polynesia, bên cạnh sự ảnh hưởng sâu đậm hơn của nhóm Môn-Khmer...
Trong quá trình lịch sử phát triển tộc người của mình, do địa bàn cư trú phân tán trên một vùng rừng núi hiểm trở, việc giao lưu giữa các vùng M'nông rất khó khăn, hạn chế, đã phân chia cư dân M'nông ra rất nhiều nhóm địa phương. Nhưng các nhóm này vẫn tự nhận một tên gọi chung là Bu-Nông (M'nông).

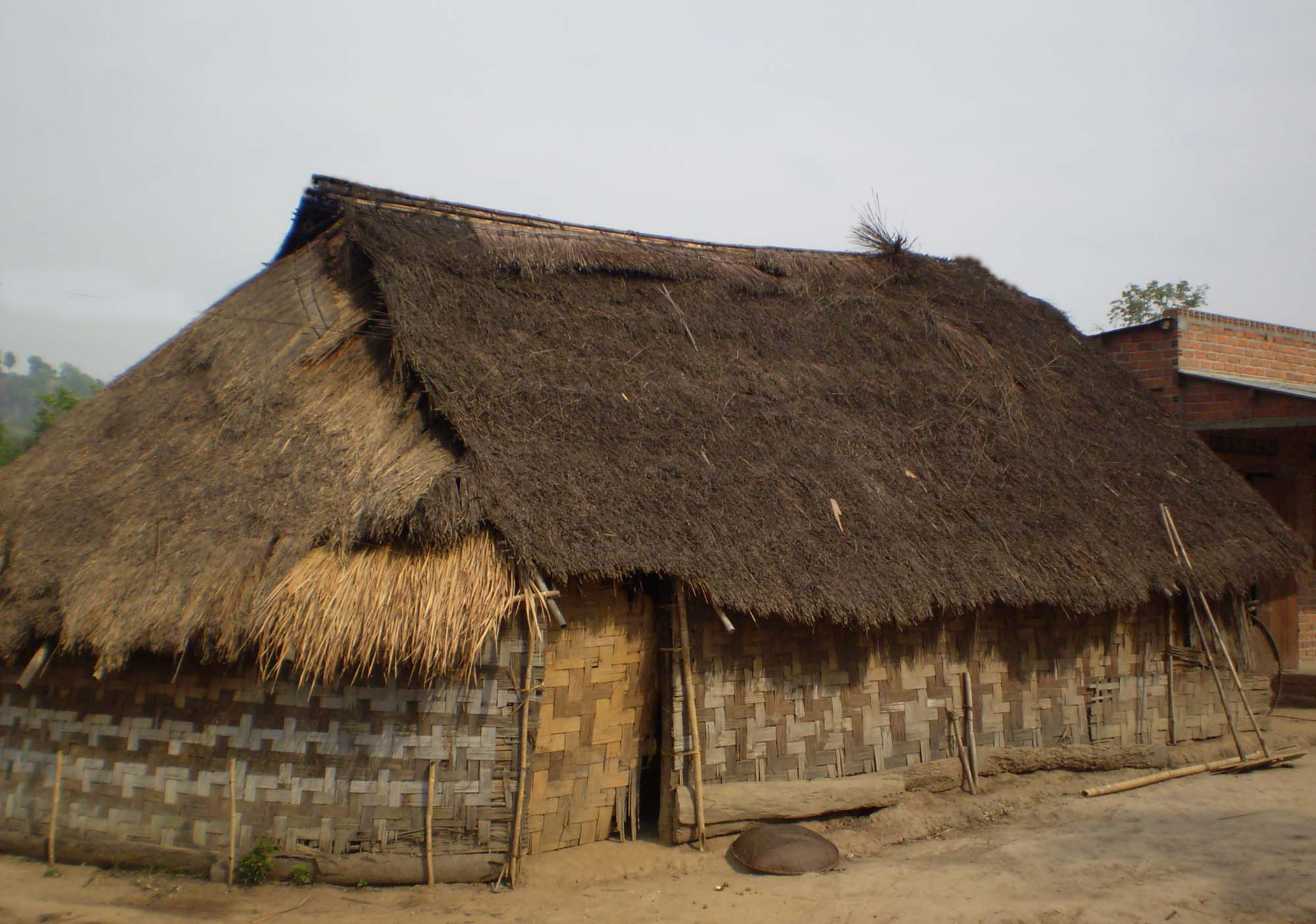
Nhà truyền thống của người M'nông Gar ở huyện Lăk, tỉnh Đắk Lắk

Những nhóm địa phương của người M'nông có thể kể đến như:
- Bu-Nông Gar chủ yếu ở vùng Huyện Lăk, xung quanh hồ Lăk thuộc tỉnh Đắk Lắk và vùng Tây Bắc của tỉnh Lâm Đồng. Tiếng M'Nông Gar là ngôn ngữ gốc của dân tộc M'Nông vì ít bị hòa bởi các ngôn ngữ của các dân tộc khác.
- Bu-Nông Preh chủ yếu ở vùng Đăk Min, Krông Nô, Đăk Song của tỉnh Đắk Nông và huyện Lăk của tỉnh Đắk Lắk. Tiếng M'Nông Preh làm ngôn ngữ chính của dân tộc bởi vì người M'Nông Preh nói thì đa số các chủng khác đều hiểu được.
- Bu-Nông RLăm (Rolom), ở huyện Lăk, tỉnh Đắk Lắk. Bu-Nông RLăm có sự hòa huyết giữa yếu tố Êđê và Mnông (Người M'Nông lai). Bu-Nông RLăm tập trung quanh hồ Lăk tiếp thu kỹ nghệ làm gốm của người Êđê, kiến trúc nhà sàn dài, trang phục và cả phần lớn yếu tố ngôn ngữ. Có ý kiến cho rằng do sự cộng cư với nhóm Êđê Bih người Mnông RLăm đã chuyển sang trồng lúa nước, làm gốm, dệt chiếu, ở nhà sàn dài và tiếp thu khá nhiều phong tục tập quán Êđê so với các nhóm Mnông khác.
- Bu-Nông Čil, cư trú trên địa bàn huyện Lạc Dương, Đức Trọng, Lâm Hà của tỉnh Lâm Đồng và huyện Lăk thuộc tỉnh Đắk Lắk.
- Bu-Nông Nông, ở Đắk Nông, Đăk Min tỉnh Đắk Lắk.
- Bu-Nông Kuêñ, ở huyện Krông Pách, tỉnh Đắk Lắk.
- Bu-Nông Prâng, ở Đắk Nông, dăk Min, Lăk và EA Súp, tỉnh ĐăkLăk
- Bu-Nông Bu Đâng, ở Bản Đôn, Đắk Lắk.
- Bu-Nông Bu Nor, ở các huyện Đắk Nông, Đăk Min, tỉnh Đắk Lắk.
- Bu-Nông Din Bri/ Dăm Bri, ở vùng tả ngạn sông EA Krông, tỉnh Đắk Lắk
- Bu-Nông Đip, ở tỉnh Bình Phước và Đắk Lắk.
- Bu-Nông Biăt, ở tỉnh Bình Phước và bên kia biên giới Campuchia-Việt Nam.
- Bu-Nông Bu Dêh, ở vùng giáp ranh giữa tỉnh Bình Phước và tỉnh Dăk Lăk.
- Bu-Nông Si Tô, ở Đăk Song, tỉnh Đắk Nông.
- Bu-Nông Kah, ở các huyện Lăk, Đắk Nông, M'Drăk, tỉnh Đắk Lắk.
- Bu-Nông Phê Dâm, ở vùng Quảng Tin, huyện Đắk Nông, tỉnh Đắk Lắk.

Ngoài ra, còn có một số nhóm địa phương khác của người M'nông như: Bu-Nông Rơ Đe, Bu-Nông R'ông, Bu-Nông K'Yiêng... cư trú ở Campuchia.
Do có nhiều nhóm địa phương như vậy, nên cộng đồng dân tộc M'nông (Bu-Nông) có nhiều phương ngữ, nhưng chủ yếu là phương ngữ Bu-Nông miền Đông và phương ngữ Bu-Nông miền Tây; Sự khác nhau giữa các phương ngữ đó là không đáng kể; Giữa các phương ngữ đó đều dễ dàng nghe và hiểu tiếng nói của nhau.

## Nhà cửa
Người Bu-Nông có nhà trệt là chính, ngôi nhà trệt của người Bu-Nông khá đặc biệt bởi chân mái thường buông xuống gần đất, nên cửa ra vào có cấu trúc vòm như tổ tò vò.
Ngoài ra nhóm đại phương Bu-Nông RLăm có theo tục dân tộc Êđê chủ yếu là nhà sàn.

## Văn hóa
Người Bu-Nông là cư dân nông nghiệp từ lâu đời. Trong sinh hoạt kinh tế truyền thống, phương thức phát rừng làm rẫy (Kăr Mir) chiếm vị trí trọng yếu. Cây lương thực chính của người Bu-Nông là lúa tẻ. Số lượng lúa nếp gieo trồng không đáng kể. Ngoài lúa ra, ngô, khoai, sắn cũng được họ trồng thêm trên rẫy để làm lương thực phụ và nhất là dùng cho chăn nuôi heo, gà...
Công cụ làm rẫy của người Bu-NôngGar, Bu-Nông Čil chủ yếu là: Chà gạc (Wiêh/Wiah), rìu (sung), gậy chọc lỗ (Tak Rmul), cuốc, Wăng Ku Êt (cuốc nhỏ dụng cụ làm cỏ) và Ka Jơ (cái cào) ...
Việc săn thú phát triển ở vùng Bu-Nông Gar, ở địa phương với nhiều kinh nghiệm săn lùng, săn rình và gài cạm bẫy để bắt thú rừng. Đặc biệt là nghề săn bắt và thuần dưỡng voi rừng của người M'nông. Voi rừng săn được, đem về thuần dưỡng biến thành vật nuôi trong gia đình và được dùng làm phương tiện vận chuyển đường rừng rất hữu hiệu. Xưa kia, người M'nông còn dùng voi làm chiến tượng trong chiến tranh bộ lạc...
Việc chăn nuôi gia súc, gia cầm như: trâu, bò, dê, lợn, gà, vịt ở người Bu-Nông Gar, Bu-Nông Čil chủ yếu là dùng vào các lễ hiến sinh mà mỗi năm các gia đình người Bu-Nông thường phải tổ chức nhiều lần theo chu kỳ nông nghiệp cổ truyền và đời sống của họ...
Nhà của người Bu-NôngGar, thường có mái buông chùm gần sát mặt đất, có kiến trúc mái cửa vòm như cửa tò vò, trông rất đẹp mắt.
Thông thường, mỗi ngôi nhà của người Bu-Nông Gar, Bu-Nông Čil ở địa phương là nơi cư trú của nhiều hộ gia đình có quan hệ huyết thống về phía mẹ.
Ở người Bu-Nông Gar, Bu-Nông Čil, ngoài cách nấu cơm bằng những nồi đất nung, họ còn có thói quen ăn món cháo chua vào bữa trưa. Khi đi làm rẫy, cháo chua thường được đựng trong vỏ quả bầu khô mang theo... Thức ăn thông thường của người M'Nông là muối ớt., cá khô, thịt thú ăn được và các loại rau rừng...
Rượu cần, là một nhu cầu phổ biến đối với người Bu-Nông. Nam, nữ, trẻ, già ai cũng thích rượu cần và thuốc lá cuốn...
Xã hội truyền thống của người Bu-Nông còn bảo lưu những dấu ấn khá sâu đậm của chế độ mẫu hệ. Người phụ nữ đóng vai trò chủ động trong hôn nhân. Sau lễ cưới, người con trai thường ở bên nhà vợ. Con cái sinh ra đều theo dòng họ mẹ và quyền thừa kế tài sản đều thuộc về những người con gái trong gia đình.
Người Bu-Nông theo Tin ngưỡng đa thần, đặc biệt là các vị thần nông nghiệp và các vị chư thần giống như các vị thần của người Kơ Ho, người Mạ. Đạo phật, đạo Thiên chúa và nhất là đạo Tin lành cũng đã dần thâm nhập và phát triển vào vùng người Bu-Nông.

## Trang phục
Trang phục truyền thống của người đàn ông Bu-Nông ngày xưa là đóng khố, áo chui đầu, hiện nay trang phục này chỉ sử dụng trong các dịp lễ hội.Phụ nữ Bu-Nông mặc váy quấn buông dài trên mắt cá chân. Khố, váy, áo của người Bu-Nông có màu chàm thẫm được trang trí bằng các hoa văn truyền thống, màu đỏ rất đẹp mắt.
Người Bu-Nông thích mang nhiều đồ trang sức như: vòng cổ, vòng tay, vòng chân, hoa tai, nhẫn bằng đồng hay bằng bạc...
Riêng nữ giới còn thích quàng lên cổ những chuỗi hạt cườm ngũ sắc Những chiếc vòng đồng là cái mà hầu như người Bu-Nông nào cũng có. Đó là kỷ vật của các lễ hiến sinh, hay lễ kết nghĩa anh em, bạn bè. Nó còn tượng trưng cho sự giao ước với thần linh thay lời hứa hôn của đôi trai gái theo tập quán cổ truyền của dân tộc?
Tập quán cưa bằng một số răng cửa đối với thanh niên nam, nữ đang trưởng thành và xâu thủng lỗ tai để mang đồ trang sức. Hoa tai thường là một khúc ngà voi, hay một khúc tre vàng óng hay một thỏi gỗ quý. Dái tai của một số lão ông, lão bà có khi xệ xuống chạm vai và như thế được coi là đẹp, là người sang trọng. Cùng với tập tục cà răng, căng tai là tập quán nhuộm răng đen và ăn trầu giống như người Kinh...

## Các nhân vật
| Tên               | Sinh thời | Hoạt động |
| ----------------- | --------- | --- |
| N'Trang Lơng      | 1870-1935 | Tù trưởng nổi dậy kháng chiến chống Pháp ở Nam Tây Nguyên suốt 24 năm đầu thế kỷ 20 (1911-1935)                                            |
| Ama Kông          | 1910-2012 | Tên khai sinh là Y Prông Êban, người săn voi và thuần dưỡng voi rừng nổi tiếng nhất, với 298 con, quê xã Krông Na, huyện Buôn Đôn, Đắk Lắk |
| K'Choi            | 1958-...  | Đại biểu Quốc hội Việt Nam khóa 14 (2016-2021), Đại tá QĐNDVN, quê xã Đắk Ha, huyện Đắk Glong, Đắk Nông                                    |
| Điểu K'Rứ         | 1960-...  | Đại biểu Quốc hội Việt Nam khóa 13, Đại tá QĐNDVN, quê xã Quảng Trực, huyện Tuy Đức, Đắk Nông                                              |
| Điểu K'Ré         | 1968-...  | Ủy viên BCH TW Đảng CSVN, đại biểu Quốc hội Việt Nam khóa 12, quê xã Đắk R'Tih, huyện Tuy Đức, Đắk Nông                                    |
| Lê Thị Thanh Xuân | 1977-...  | Đại biểu Quốc hội Việt Nam khóa 13 (2016-2021), quê xã Đầm Ròng, huyện Lạc Dương, Lâm Đồng                                                 |